# 辛芷蕾
辛 芷蕾（シン・ジーレイ、1986年2月28日 - ）は、中華人民共和国の女優。

## 経歴
黒龍江省鶴崗市出身。本名は辛蕾。
2011年にテレビドラマ『画皮 千年の恋』でデビュー。2012年のドラマ『偏偏愛上你（原題）』で注目を集める。2014年には韓中合作のホラー映画『분신사바 2/筆仙 II（原題）』に出演した。
第66回ベルリン国際映画祭で銀熊賞を受賞した2016年の映画『長江 愛の詩（うた）』では謎めいたヒロインを演じ、2018年のドラマ『如懿伝 〜紫禁城に散る宿命の王妃〜』での悪役ぶりも話題になった。その後もドラマ『蒼穹の剣』（2018年）、『慶余年〜麒麟児、現る〜』（2019年）、『狼殿下-Fate of Love-』（2020年）、『繁花（原題）』（2023年）などに出演。

## 出演作品

### 映画
- 詭愛（2012年）
- 분신사바 2/筆仙 II（2013年）
- 不可思異（2015年）
- 長江 愛の詩（うた） 長江図（2016年）
- 修羅:黒衣の反逆 繡春刀 修羅戦場（2017年）
- 我的女友是機器人（2020年）
- レスキュー 緊急救援（2020年）
- アンティークゲーム 古董局中局（2021年） ※2022東京・中国映画週間で上映
- 失而復得（2023年）
- アップストリーム 〜逆転人生〜 逆行人生（2024年） ※2024東京・中国映画週間で上映
- 乔妍的心事（2024年）

### テレビドラマ
- 画皮 千年の恋 画皮（2011年）
- 偏偏愛上你（2012年）
- 女人幇（2013年）
- 懂小姐（2014年）
- 王大花的革命生涯（2015年）
- 華胥引之絶愛之城（2015年）
- 擁抱星星的月亮（2015年）
- 恋愛先生 MR.RIGHT 恋愛先生（2018年）
- 幸福巧克力（2018年）
- 如懿伝 〜紫禁城に散る宿命の王妃〜 如懿傳（2018年）
- 蒼穹の剣 斗破蒼穹（2018年）
- 怒晴湘西（2019年）
- 帯着爸爸去留学（2019年）
- 慶余年〜麒麟児、現る〜 慶余年（2019年）
- 狼殿下-Fate of Love- 狼殿下（2020年）
- ライバルと恋に落ちる方法 输赢（2021年）